# Colin Brooks
Colin Brooks (n. 1881, West Malling, Anglia, Regatul Unit al Marii Britanii și Irlandei – d. 7 februarie 1937, Leicester, Anglia, Regatul Unit) a fost un ciclist de performanță ce a reprezentat Regatul Unit al Marii Britanii și al Irlandei de Nord, medaliat olimpic. A participat la o ediție a Jocurilor Olimpice (1908) în care a câștigat o medalie de bronz.

## Participări
Lista de mai jos prezintă principalele competiții la care a participat Colin Brooks de-a lungul carierei.
- cycling at the 1908 Summer Olympics – men's tandem[*]